# Académie militaire d'Australie

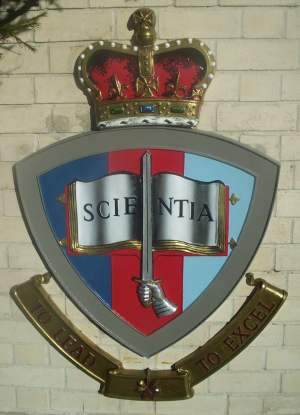
Les armes de l'Académie militaire d'Australie

L’Académie militaire d'Australie (en anglais : Australian Defence Force Academy (ADFA)) est l'académie militaire qui dispense un enseignement universitaire et supérieur pour les officiers subalternes de l'armée australienne tant pour la marine que pour l'armée de terre et de l'air. 
Elle assure également une formation postuniversitaire à des civils, principalement à des cadres de l'armée et à des fonctionnaires. Elle est associée à l'Université de Nouvelle-Galles-du-Sud, qui en est l'organisme certificateur. 
L'objectif déclaré de l'ADFA est de « servir l'Australie en fournissant à l'armée australienne des personnes diplômées de l'enseignement supérieur qui ont des qualifications, connaissances et compétences requises pour être officiers. » 
L'école est située à Canberra, dans le quartier de Campbell à proximité du quartier du gouvernement à Russell. Elle est située à côté du mont Pleasant ce qui permet à certaines parties de l'ADFA d'avoir une vue sur le reste de Canberra. L'ADFA est également voisine du Collège militaire royal de Duntroon. 
Les élèves officiers de l'école ont le grade de Midshipman (aspirant de marine) (MIDN) dans la Marine, d’Officer Cadet (élève-officier) (OCDT) dans l'armée de terre et (OFFCDT) dans l'armée de l'air. L'Académie est commandée actuellement par l'Air Commodore Margaret Staib. 